# Nycteris nana
Nycteris nana (K. Andersen, 1912) è un pipistrello della famiglia  dei Nitteridi diffuso nell'Africa subsahariana.

## Descrizione

### Dimensioni
Pipistrello di piccole dimensioni, con la lunghezza totale tra 80 e 93 mm, la lunghezza dell'avambraccio tra 32 e 37 mm, la lunghezza della coda tra 37 e 49 mm, la lunghezza del piede tra 7 e 10 mm, la lunghezza delle orecchie tra 19 e 23 mm e un peso fino a 7 g.

### Aspetto
La pelliccia è lunga, arruffata e lanuginosa. Le parti dorsali sono marroni o marroni scure, mentre le parti ventrali sono più chiare. Il muso è privo di peli e con un solco longitudinale che termina sulla fronte in una profonda fossa. Le orecchie sono molto lunghe, strette, con l'estremità arrotondata ed unite anteriormente alla base da una sottile membrana cutanea. Il trago è corto e con una concavità al centro del bordo posteriore. Le membrane alari sono marroni scure o bruno-nerastre. Gli arti inferiori sono lunghi e sottili, i piedi, le dita e gli artigli sono molto piccoli. La coda è lunga, con l'estremità che termina con una struttura cartilaginea a forma di T ed è inclusa completamente nell'ampio uropatagio.

## Biologia

### Comportamento
Si rifugia a coppie o in piccoli gruppi nelle cavità degli alberi, grotte, miniere, canali d'irrigazione, costruzioni e tane di pangolino gigante.

### Alimentazione
Si nutre di insetti dal corpo molle catturati vicino al suolo nel sottobosco della foresta.

### Riproduzione
Femmine gravide sono state catturate da gennaio ad aprile mentre altre che allattavano sono state catturate da marzo a maggio Danno alla luce un piccolo alla volta all'anno che viene svezzato dopo 45-60 giorni.

## Distribuzione e habitat
Questa specie è diffusa nell'Africa subsahariana, in Costa d'Avorio, Ghana, Togo, Rio Muni, Camerun sud-occidentale, Repubblica Democratica del Congo nord-orientale e sud-occidentale, Burundi nord-occidentale, Sudan del Sud, Uganda, Kenya occidentale e Angola settentrionale.
Vive in ambienti meno umidi rispetto alle altre specie simili, particolarmente in savane miste a foreste pluviali, foreste montane lungo la Rift Valley albertina e più raramente in foreste costiere, boschi di Acacia-Commiphora e Isoberlinia fino a 2.100 metri di altitudine.

## Conservazione
La IUCN Red List, considerato il vasto areale e la popolazione presumibilmente numerosa, classifica N.nana come specie a rischio minimo (Least Concern)).